# Villecresnes

Villecresnes este o comună în departamentul Val-de-Marne, Franța. În 2009 avea o populație de 9,507 de locuitori.